# 5114-es mellékút (Magyarország)
Az 5114-es mellékút egy 5,4 kilométer hosszú, négy számjegyű mellékút Tolna vármegye keleti részén; Szekszárd déli részeit köti össze Őcsénnyel.

## Nyomvonala
Az 5113-as útból ágazik ki, annak 9+600-as kilométerszelvénye táján, Őcsény belterületének déli szélétől jó 300 méterre délre, nyugati irányban. Bő fél kilométer után északabbi irányba fordul, de az 1+350-es kilométerszelvénye közelében – ahol beletorkollik egy számozatlan, alsóbbrendű önkormányzati út a község központja felől – ismét nyugatnak fordul.
Másfél kilométer megtétele után, nyílt vágányi szakaszon keresztezi a Rétszilas–Bátaszék-vasútvonal vágányait, majd szinte pontosan a 3. kilométerénél felüljárón áthalad az M6-os autópálya felett. A sztrádának itt csomópontja is van, a budapesti irányú forgalmat kiszolgáló útágak mintegy 100 méterrel a felüljáró előtt, a barcsi irányú forgalom kiszolgáló ágai pedig hasonló távolságban a felüljárót követően csatlakoznak az úthoz.
4,5 kilométer után éri el Szekszárd határszélét, onnantól kezdve majdnem végig Őcsény és a vármegyeszékhely határvonalát kíséri, nyugati irányban húzódva. Csak az utolsó méterei előtt kezd északabbi irányba kanyarodni, ugyanott teljesen szekszárdi területre lép. Ott is ér véget, beletorkollva az 56-os főút 8+200-as kilométerszelvénye közelében lévő körforgalmú csomópontba, Szőlőhegy városrész délkeleti szélénél..
Teljes hossza, az országos közutak térképes nyilvántartását szolgáló kira.gov.hu adatbázisa szerint 5,400 kilométer.

## Települések az út mentén
- Őcsény
- Szekszárd